# Кинески чај
Чај је напитак направљен од лишћа биљака чаја (Camellia sinensis) и куване воде. Листови чаја обрађују се традиционалним кинеским методама. Кинески чај се конзумира током целог дана, укључујући и током оброка, користи се и као замена за обичну воду или за једноставно задовољство.

## Историја
Пракса пијења чаја има дугу историју у Кини и тамо је и потекла. Иако чај потиче из Кине, током династије Танг кинески чај углавном представља листове чаја који су обрађени методама наслеђеним из древне Кине. Према легенди, чај је открио кинески цар Шенонг 2737. пре Христа када је лист оближњег грмља пао у воду коју је цар кувао. Чај је дубоко уткан у историју и културу Кине. Напитак се сматра једном од седам потреба кинеског живота, заједно са огревним дрветом, пиринчем, уљем, сољу, соја сосом и сирћетом.
Кинески чај можемо класификовати у шест посебних категорија: бели, зелени, жути, олонг, црни и пост-ферментисани. Неки додају категорије за мирисне и компримоване чајеве. Све ово потиче од сорти биљке Camellia sinensis. Већина кинеских чајева се узгаја и конзумира у Кини, али се такође извози у иностранство због ширења кинеске кухиње широм света. Обично је доступан у кинеским ресторанима и продавницама прехрамбених производа широм света. Зелени чај је најчешћа врста чаја који се конзумира у Кини.
Унутар ових главних категорија чаја налазе се велике сорте појединачних напитака. Неки истраживачи су избројали више од 700 ових напитака. Други су избројали више од 1.000. Неке варијације настају због различитих сојева биљке Camellia. На пример, чај Тиегуанин је пронађен до једне биљке откривене у месту Анкси у провинцији Фуђен. Остали чајеви црпе неке од својих карактеристика из локалних услова гајења. Међутим, највећи фактор у широким варијацијама потиче из разлика у обради чаја након бербе чајних листова. Бели и зелени чајеви су термички обрађени убрзо након брања ради спречавања оксидације, која се често назива ферментацијом, узрокованом природним ензимима у лишћу. Олонг чајеви су делимично оксидисани. Црни чајеви су потпуно оксидисани. Остале разлике потичу од варијација у фазама обраде.

### Династија Сунг
Чај је био важна култура током династије Сунг. Чајне фарме су за то време покривале 242 округа. То је укључивало скупи чај из провинција Џеђанг и Фуђен који се извозио у југоисточну Азију и арапске земље.
У династији Сунг чај је почео да се утискује у чајне колаче. Неки су били утиснути у обрасце кинеског змаја и Феникса, а називани су егзотичним именима (чајни колач велики змај, златни новац, змај у облацима, цвет од жада и др.).

### Династија Минг
Енциклопедијска књига Zhǎng Wù Zhì учењака династије Минг, Вен Ченхенга, том 12, садржи описе неколико познатих чајева из династије Минг.

#### Чај као порез
Током Минга, чај је био облик валуте која се такође користила за плаћање пореза. Оснивач династије Минг Чу Јуанчанг (познат и као цар Хунг-ву) рођен је у сиромашној породици и разумео је потешкоће живота фармера. Укинуо је стил компримоване чајне цигле и заменио га целим чајем у облику растреситог листа, а такође је прогласио да људи одају почаст пупољцима чаја. Овај амандман је посебно помогао растерећењу произвођача чаја од неких притисака напорних и сложених процеса производње чаја. Ови сложени поступци за пољопривреднике су укључивали: парење листова чаја, разбијање на ситне делове, мешање праха са соком од шљиве, затим печење калупа да би се обликовале чајне цигле.

#### Чај у Минг књижевности
Књижевност се у то време такође углавном фокусирала на бераче чаја, са списима и уметничким делима који се тичу аспеката попут брања и обраде чаја.
Такође су стваране сатиричне песме и песме које су одражавале борбу произвођача чаја и исмевале похлепне званичнике. Након средине Минг династије, количина чаја од пореза порасла је због појачаног притиска виших бирократа на грађане. Званичници су захтевали веће опорезивање и ескалацију захтева за чајем од пореза. Неки грађани су почели да се љуте на ове захтеве, укључујући песнике Гао Ћија и Хан Бангћија. Иако су им главна интересовања били владини службеници, они су такође били опште-признати писци који су своје жалбе износили песмама које су постале широко распрострањене народне баладе. Својим текстовима тражили су смањење пореза. Међутим, влада је Гаоа оптужила за „умешаност у заверу побуне“  и погубљен је, док су Хана затворили службеници желећи да сакрију њихова писана дела.

#### Узгајивачи чаја
Домаћинства чаја обично су била мала, породична предузећа за узгој чаја. Било је и трговаца чајем који су основали чајне фирме да би створили сопствене плантаже чаја и/или обрађивали листове чаја након куповине од локалних породица узгајивача чаја. За разлику од домаћинстава са чајем, сезонске раднике често су запошљавали у чајним фирмама. Тражећи посао током сезоне жетве, често су бродовима одлазили на места где је чајних листова било у изобиљу.

## Процес производње чаја
Берба чаја је у великој мери зависила од временских услова, па се чај обично није могао производити током целе године. Разни временски услови у различитим областима ограничили су узгој чаја у неколико одређених региона: Јиангнан, Јиангбеи, Хунан и Ксинан. Ова подручја су имала стабилно топло време и кише - две кључне компоненте узгоја биљака чаја. Општа производња растреситих чајева од целог листа углавном је обухватала: сађење садница чаја, ђубрење/уклањање корова/прскање, брање чаја, сунчање/печење/ваљање и сортирање и паковање.

##### Брање чаја
Берба чаја била је централна компонента целокупног процеса производње чаја. Време проведено у раду и интензитет рада осцилирали су због немогућности тачног предвиђања временских услова. То је створило неизвесности у погледу идеалног времена брања чаја. Међутим, генерално „идеално време за брање листова чаја било је рано јутро пре изласка сунца“. Берачи чаја обично би напустили домове и радили пажљиво, ефикасно, како би осигурали да листови буду нежно убрани у целини. Да би то урадили, берачи су кажипрстима и палчевима једном или обе руке стискали зелене стабљике, а затим држали лишће док нису напунили дланове пре него што су бацили лишће у своје корпе. Жене су биле боље за ово занимање због њихове способности да нежније и пажљивије покупе цео лист чаја. Без обзира на старост или брачни статус, од жена се очекивало да могу да обављају ову дужност. Међутим, током овог времена постојала су и ограничења за жене. Према Луо Линовом Објашњењу чаја, женама није било дозвољено да учествују у било ком аспекту припремања чаја током менструације. Требало је да избегну „женско загађење“ од својих „нечистих“ тела.

##### Сунчање, печење и ваљање
Након брања листова чаја, породице су прво одвајале оштећене или покварене листове, а затим започеле процес сунчања.  Овај процес спречава испаравање воде унутар листова чаја, да би се подстакла оксидација. Прекомерна оксидација може променити укус чаја да постане „травнат“ или густ и горак па су фармери загревали лишће да би зауставили оксидацију када се достигне жељени ниво - поступак познат као „печење“. Затим су се ћелије листа разбијале лаганим трљањем листова чаја - овај поступак је помагао да мириси и укуси испаре у току припреме. Листови чаја су навлажени, затим ваљани у облике који су омогућавали погодно складиштење а истовремено омогућавали истискивање сока и пружање додатне ароме.

##### Сортирање и паковање
Након што су листови поново осушени, сортирани, паковани и продавани. Чај се обично „превозио возом носача који су користили штапове за ношење да би превозили више сандука чаја до бродова“, јер се чај углавном продавао трговцима, а такође је у великој мери био продаван за извоз.

## Култура

### Обичаји и бонтон
У неким местима Кине, у ресторанима, уобичајено је да купци очисте своје посуде и прибор за столом испирањем чајем из лонца. Чај се може сипати преко посуђа у једну од чинија или се може обезбедити већа посуда као посуда за отпад која се користи за испирање чинија. У кинеским ресторанима чај се обично служи уместо воде, па је стога благог укуса.
Међутим, када се пију као свакодневни напитак, Кинези имају тенденцију да користе посебну личну бочицу чаја у којој се вода може сатима уливати на чајне листове и непрекидно пијуцкати. Ова метода, која је раширена у свакодневном кинеском животу, укључује поновљену употребу истих листова чаја током дана.

### Посуђе
Традиционални кинески сет за чај састоји се од посебних чајника од глине или порцелана, шоља, кашичица, цедила за чај, тацни, чајних клешта (за лишће), великих клешта (за шољице чаја) и повремено кутија за чај. Све се то чува на посебном дрвеном послужавнику за чај са уграђеним уређајем за одвод и држачем за одведену воду. Међутим, у модерније доба неки Кинези користе посебно израђене електричне плоче за припрему чајних сетова.

## Локација

### Кинески институт за истраживање културе чаја
Кинески институт за истраживање културе чаја директно је под централном влашћу Кинеске федерације.
Званична веб страница Кинеског института за истраживање културе чаја је:http://www.chinateayjy.org/ Архивирано на веб-сајту  (13. фебруар 2021)

### Чајни врт
То је чајџиница у којој се налази кинески врт или домаћа кинеска башта у којој људи уживају у чају.

### Чајџиница
Кинеске чајџинице односе се на јавно место где су се људи окупљали да би пили чај и проводили своје слободно време. Кинеске чајџинице имају дугу историју. Први пут су се појавиле током ере Каијуан из династије Танг (713–714) а постале су уобичајене током династије Сунг. Од династија Минг и Ћинг култура чаја постала је саставни део регионалне културе.
Пијење јутарњег чаја обичај је у различитим провинцијама, без обзира на то какав су статус или идентитет људи. Људи често одлазе у чајџиницу у двоје до троје како би се опустили, забавили и прикупили информације док пијуцкају чај. Могли су се наћи старци који се присећају својих радости и туга или млади који расправљају о својим амбицијама.
Седамдесетих година кинеске чајџинице прошириле су се у Хонг Конг. Трговци би чајџинице користили као место за размену информација и послова.

## Економија

### Производња
Највиши нивои белог, жутог и зеленог чаја праве се од нежних изданака чаја убраних рано пролеће. Ове младе чајне младице могу се састојати од једног завршног пупољка, пупољка са суседним листом или пупољка са два суседна благо размотана листа. Обично је потребно да су листови једнаке дужине или краћи од пупољака.
Оксидисанији чај - попут црвеног или олонг чаја - прави се од зрелијих листова. На пример, Анкси Тиегуанин (узгајан у чајном региону Анкси у Фуђену), прави се од једног пупољка са два до четири листа.
Нису сви висококвалитетни зелени чајеви направљени од нежних изданака чаја. Изузетно цењени зелени чај Лу Ан Гуа Пиан прави се од зрелијих листова.
Традиционално се ове нежне чајне младице беру пре 5. априла, односно фестивала Кингминг. Стандардна пракса је да се бере почне када је 5% врта спремно или када пупољци чаја достигну одређену величину. У неким чајним вртовима чајне младице беру се свакодневно, или свака 2 дана.

### Трговина
Један од догађаја који се догодио пре 1980-их су трговинске мисије европских земаља у Шангају које су увозиле и испоручивале кинески чај у европске земље, што је повећало извоз кинеског чаја.
Кина је искусила опадајуће трендове стопе раста извоза чаја од средине 1990-их. У поређењу са 1980-им, обим извоза је смањен са 232 тоне на 170 тона, то је око 26,7%, јер је покривеност стандардима безбедности чаја и максимална граница заосталог пестицида негативно утицала на кинески извоз.
Повећање извоза зеленог чаја из Кине није сразмерно производњи. Током 2010. године Кина је извезла 234 М кг зеленог чаја у односу на 163 метричких кг 2001. године. Утврђено је да његов удео извоза на глобалном тржишту пада са 87% на 78% између 2003. и 2007. Међутим, 2010. године Кина је допринела 79% од укупног извоза зеленог чаја широм света.

## Сорте
- Green tea
- White tea
- Black tea
- Oolong tea
- Pu-erh tea
- Yellow tea
- Chrysanthemum tea
- Jasmine tea
- Kuding tea
- Medicinal tea